# Bernhard von Werder
Pour les articles homonymes, voir Werder.
Bernhard Franz Wilhelm von Werder (né le 27 février 1823 à Potsdam et mort le 19 mars 1907 à Berlin) est un général prussien d'infanterie, plénipotentiaire militaire à la cour de Russie et ambassadeur d'Allemagne.

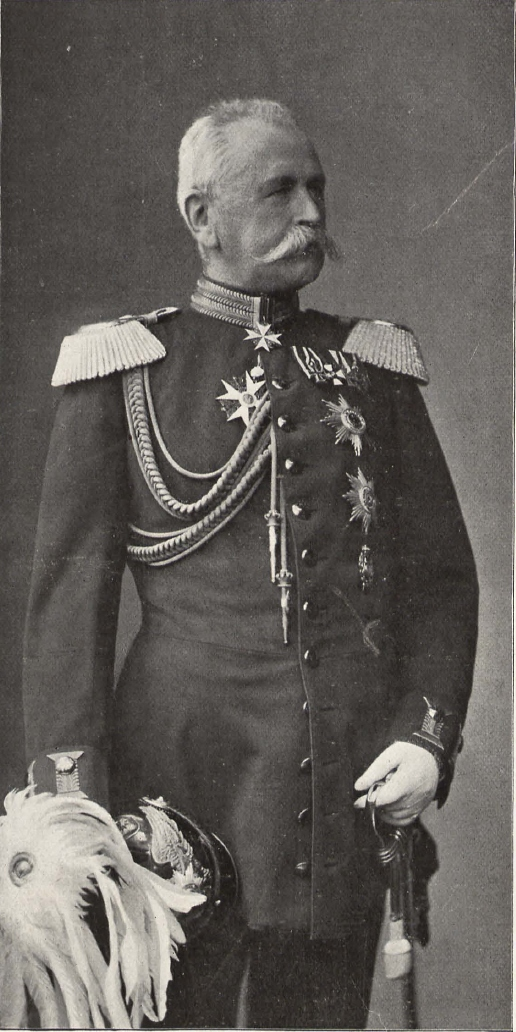
Bernhard von Werder, général d'infanterie et adjudant général de l'empereur, 1903.

## Biographie

### Origine
Bernhard est issu de la famille noble von Werder (de) et est le fils du général d'infanterie et général commandant du 1er corps d'armée Franz Karl von Werder .

### Carrière militaire
Le 9 août 1840, Werder, issu du corps des cadets s'engage comme sous-lieutenant dans le 1er régiment à pied de la Garde de l'armée prussienne. En tant que premier lieutenant et capitaine, il est longtemps adjudant, d'abord au bataillon d'entraînement d'infanterie, puis à la 1re brigade d'infanterie de la Garde. Commandé le 3 octobre 1857 pour servir le roi Frédéric-Guillaume IV, il est nommé adjudant d'aile au Nouvel An 1858. En 1859, il devient major et se voit confier la direction du bataillon de chasseurs à pied de la Garde (de). En 1864, peu avant le déclenchement de la guerre avec le Danemark; il reçoit le commandement du régiment de fusiliers de la Garde et sa promotion au grade de colonel pour la durée de la relation mobile.
Lors de la guerre austro-prussienne de 1866, il commande également le régiment de fusiliers de la Garde et, à la tête de ce régiment, a un rôle si remarquable dans la campagne de Bohême que le roi Guillaume lui décerne l'ordre Pour le Mérite le 18 septembre 1866.
Le 7 novembre 1869, il est nommé plénipotentiaire de l'armée à Saint-Pétersbourg et occupe ce poste pendant près de 17 ans jusqu'en 1886. À ce titre, il prend part à la guerre russo-turque au Grand Quartier général. Werder est promu lieutenant général lors de son séjour à Saint-Pétersbourg en 1875, et le 22 mars 1876 il est nommé adjudant général. Huit ans plus tard, il est promu général d'infanterie.
En août 1886, Werder devient gouverneur de Berlin. Après la mort de l'empereur Guillaume, il démissionne le 22 mars 1888 comme adjudant général de Frédéric III. Le 19 septembre 1888, Werder est mis à disposition avec une pension et en même temps à la suite du régiment de fusiliers de la Garde tout en conservant son poste d'adjudant général. Il vit alors principalement à Berlin, mais est chaque année l'invité du tsar Alexandre III pendant plusieurs semaines à Saint-Pétersbourg.
En décembre 1892, à la demande expresse du tsar, il est nommé ambassadeur à la cour de Russie avec un revenu annuel de service de 150 000 marks. Il est rappelé de ce poste le 18 janvier 1901 et nommé successeur de feu le maréchal général comte von Blumenthal à la tête du corps équestre de la police militaire. Pour fêter ses 80 ans l'empereur lui décerne le 26 février 1903 le titre de grand commandeur de l'Ordre Royal de la Maison des Hohenzollern. Werder décède le 19 mars 1907 à Berlin et est enterré au cimetière des Invalides.

## Décorations
Werder reçoit un grand nombre de décorations. Il est, par exemple, récipiendaire des récompenses suivantes :
- Ordre d'Alexandre Nevski avec diamants le 9 octobre 1884
- Grand-croix de l'étoile de Roumanie avec épées le 21 mai 1880
- Ordre de l'Aigle noir le 27 janvier 1894
- Ordre de Saint-André le 20 mai 1895